# Matrimonio igualitario en Bielorrusia
El matrimonio igualitario en Bielorrusia no está reconocido así como tampoco las uniones civiles entre personas del mismo sexo. La Constitución de Bielorrusia prohíbe el reconocimiento legal del matrimonio entre personas del mismo sexo.

## Uniones civiles
A pesar de haber eliminando disposiciones que criminalizaban la homosexualidad y las relaciones sexuales consensuales entre personas del mismo sexo en 1994, Bielorrusia no reconoce las uniones civiles entre personas del mismo sexo, ya que consideran que ofrecerían algunos de los derechos y beneficios del matrimonio. Al no ser miembro del Consejo de Europa, no está obligada por el fallo del Tribunal Europeo de Derechos Humanos en el caso Fedotova a ofrecer reconocimiento legal a las uniones del mismo sexo.

## Matrimonio igualitario
Durante el régimen comunista, la convivencia entre parejas no casadas estaba prohibida y se fomentaba firmemente el matrimonio como «base legal para crear una familia». La homosexualidad y las uniones entre personas del mismo sexo estuvieron prohibidas en Bielorrusia hasta 1994, tres años después del fin del régimen comunista.
Las leyes de Bielorrusia no permiten ni reconocen el matrimonio entre personas del mismo sexo. El artículo 32 de la Constitución de Bielorrusia, adoptada en 1994, tres años después de la independencia de la Unión Soviética, establece:

El matrimonio como la unión de una mujer y un hombre, la familia, la maternidad, la paternidad y la infancia serán protegidos por el Estado. Una mujer y un hombre, al alcanzar la edad para contraer matrimonio, tienen el derecho de casarse voluntariamente y de formar una familia. Los cónyuges tienen iguales derechos en el matrimonio y la familia.

El Código de Matrimonio y Familia también prohíbe el reconocimiento del matrimonio entre personas del mismo sexo. En abril de 2013, el presidente Alexander Lukashenko dijo en su discurso sobre el estado de la nación: «No se nos debe obligar a introducir matrimonios entre personas del mismo sexo. Esto no sucederá en un futuro cercano. Eso es seguro mientras yo sea presidente». En 2020, tras la reelección de Lukashenko, múltiples activistas LGBT protestaron contra el gobierno en búsqueda del derechs, incluidos el matrimonio igualitario. Tras las protestas, el gobierno bielorruso ha clausurado organizaciones de la sociedad civil que defendían el derechos de las diversidades sexuales.
En 2023, la Asamblea Nacional de la República de Bielorrusia aprobó una moción «que enfatiza la protección y promoción de la familia tradicional, definida estrictamente como la unión entre una mujer y un hombre por nacimiento». En 2024, inspirado por la ley rusa contra la propaganda homosexual, la Asamblea Bielorrusia creó una propuesta de ley para prohibir cualquier contenido que muestre o promueva «relaciones no tradicionales».

## Opinión pública
Una encuesta del Pew Research Center publicada en mayo de 2017 mostró que el 16% de los bielorrusos estaban a favor del matrimonio entre personas del mismo sexo, mientras que el 81% se oponía y el 3% estaba indeciso o se negó a responder. Este nivel de apoyo fue, no obstante, más alto que en países vecinos, incluidos Ucrania (12%) y Rusia (5%). Las personas jóvenes eran más propensas a apoyar el matrimonio igualitario: el 22% de los encuestados entre 18 y 34 años estaban a favor, frente al 14% de los mayores de 34 años.